# Andrena vaga
Andrena vaga — вид комах з родини Andrenidae.

## Поширення
Вид поширений в Європі, Західній та Середній Азії на схід до Ірану, Киргизстану та Казахстану. A. vaga трапляється на пасовищах і луках, часто біля води, а також на пустошах і лісистих галявинах та в прибережних районах з пухким ґрунтом, завжди поблизу різних видів верб (Salix).

## Морфологічні ознаки
Дрібні бджоли, завдовжки 10-14 мм. Груди, голова і тергіти черевця густо опушені сірими або білими волосками. Опушення лиця і скронь часто буває з домішкою численних чорних волосків.

## Спосіб життя
Гніздиться в піщаному ґрунті великими колоніями. Гніздовий горбок зазвичай плоский і широкий. На глибині 25-30 см від майже вертикального головного ходу норки відходять під кутом бічні коридори по 6-8 см завдовжки з виводковими камерами на кінцях. Стінки камер двошарові, внутрішній шар облицювання — тонка прозора шовковиста плівка. В одному гнізді буває по 4 камери, в кожнів по одному яйцю. З яйця через 18-20 днів з'являється личинка, 2 тижні вона годується заготовленої провізією, ще 2 тижні личинка виділяє екскременти, потім впадає в заціпеніння. Зимує в гнізді в дорослому стані.